# Mosambikanischer Escudo
Der Mosambikanische Escudo war von 1914 bis 1980 die Währung von Mosambik. Ein Escudo war unterteilt in 100 Centavos.

## Geschichte
Der Escudo ersetzte den Real. 1 Escudo entsprach 1000 Réis (Plural von Real). Er entsprach dem Wechselkurs des Portugiesischen Escudos bis 1977. 
Anfangs hatte Mosambik seine eigenen Banknoten, nutzte aber portugiesische Münzen. Erst 1935 wurden mosambikanische Münzen geprägt. 1975 wurde der Mosambikanische Metical als Nachfolgewährung vorgeschlagen, er löste den Escudo 1980 bei gleichem Nennwert ab.

## Münzen

Münze zu 2,5 Escudos von 1955

Zwischen 1935 und 1936 wurden 10, 20 und 50 Centavos, sowie 1, 2½, 5 und 10 Escudos als Münzen geprägt. Davon wurden die 2½, 5 und 10 Escudos als Silbermünzen herausgegeben. 1952 wurde dann noch eine 20-Escudo-Silbermünze eingeführt. Zwischen 1968 und 1971 wurden die Silbermünzen mit einem Wert von 5, 10 und 20 Escudo durch Münzen aus unedlem Metall ersetzt. Die letzten Münzen wurden 1974 in Umlauf gebracht.

## Banknoten
1914 wurden von der Banco Nacional Ultramarino neben den regulären 10, 20 und 50 Centavos-Banknoten improvisierte Geldscheine in einem Wert von 100 und 1000 Escudos herausgegeben. 1920 kamen 10, 20 und 50 Centavos-Scheine als Notgeld heraus, sowie 1 und 2½ Escudos-Scheine, gefolgt von regulären 1, 2½, 5, 10, 20, 50 und 100 Escudos-Scheinen. 1941 kamen 50 Centavos-Scheine als Notgeld und reguläre 500 und 1000 Escudos-Scheine heraus. 1976 wurden alle 50, 100, 500 und 1000 Escudos-Noten der Banco Nacional Ultramarino (Nationale Überseebank) mit dem Namen der neuen Staatsbank Banco de Moçambique überdruckt.